# Hyperversum
Hyperversum è un romanzo fantasy per ragazzi del 2006 della scrittrice italiana Cecilia Randall (pseudonimo di Cecilia Randazzo), pubblicato da Giunti Editore. Seguito da Hyperversum - Il falco e il leone, ha dato origine a una serie di sei romanzi.
Il romanzo ha vinto nel 2007 il premio letterario nazionale Insula Romana (XXX edizione) per la sezione "Narrativa edita ragazzi".

## Trama
Daniel Freeland, ventiduenne laureando in fisica, è un grande appassionato del videogioco Hyperversum, che, con un visore ottico 3D e dei guanti in fibra ottica, permette ai giocatori di vivere avventure virtuali ambientate in qualsiasi epoca storica. Ian Maayrkas, invece, è figlio adottivo della famiglia Freeland e sta concludendo la tesi in storia sul periodo medioevale.
Quando Ian torna in America per una breve vacanza, i due non vedono l'ora di iniziare una nuova partita con Hyperversum. Non sono i soli a giocare: davanti allo schermo ci sono Martin e Jodie, rispettivamente il fratellino tredicenne e la ragazza di Daniel, e, collegati da un altro computer, Carl e Donna, compagni di Daniel all'università. Ian stesso ha preparato l'ambientazione della partita: la Fiandra del 1214, all'epoca della battaglia di Bouvines, in cui i Francesi, comandati da re Filippo Augusto e appoggiati da papa Innocenzo III e Federico II di Svevia, affronteranno gli Inglesi, comandati da Re Giovanni Senza Terra e alleati dell'Imperatore Ottone IV.
All'improvviso, durante la partita, i giocatori prendono coscienza di una terribile verità: non stanno più videogiocando, ma in qualche modo, la realtà virtuale si è trasformata in un viaggio spazio-temporale che li ha trasportati nel 1214. Dopo un naufragio nella Manica, spaventati, cercano un riparo sulla terraferma ma Carl e Donna risultano dispersi. Inoltre il videogioco non risponde più ai comandi bloccando tutti nel Medioevo.
Su una strada Ian, Daniel, Martin e Jodie assistono di nascosto a una strage compiuta da alcuni predoni che assaltano un convoglio sconosciuto: è il primissimo contatto con la crudeltà di quel mondo tanto diverso. Dunque proseguono sulla strada in direzione opposta a quella dei predoni e giungono nel borgo di Cairs, da poco conquistato dagli inglesi, dove in quanto vagabondi, sono mal accolti; tuttavia una ragazza li indirizza verso il monastero di St. Denise.
Poco dopo, i quattro ritrovano la giovane ragazza mentre viene molestata da un soldato inglese e per ricambiare il favore e inconsapevoli del rischio di forti ritorsioni, cercano di salvarla. Sopraggiunge però il comandante inglese, lo sceriffo Jerome Derangale, e si scopre che la ragazza, nonché i quattro profughi, non si erano fatti registrare all'ingresso della città come da prassi normale nel XIII secolo, suscitando così i sospetti di Derangale. Daniel a causa di diverbio con l'arrogante sceriffo viene condannato a cinque frustate, ma Ian per proteggerlo si offre per farsene dare il doppio, immediatamente esaudito dal sadico sceriffo e subendone alla fine molte di più. Dopo la tortura, i quattro più la ragazza vengono portati nelle prigioni ma riescono a evadere e scappare dalla città.
Tutti vengono ricatturati nella notte da un gruppo di soldati francesi. Ian si risveglia dopo giorni di delirio nel monastero di St. Michel: qui la ragazza francese si rivela essere dama Isabeau de Montmayeur, nobile donna feudataria della zona e protetta del Conte Guillaume di Ponthieu, feudatario di Piccardia. Il conte, per aver salvato Isabeau, accoglie Ian e i suoi amici fra i propri famigli, ma il gruppo, per giustificare la propria ignoranza degli usi e costumi medioevali, le proprie origini e la situazione dovrà imbastire una lunghissima serie di bugie che nel corso della storia si amplierà enormemente fino a crollare dopo tre anni, nel terzo libro della serie.
L'intero gruppo viene trasferito a Chatel Argent, dimora di Isabeau de Montmayeur e cuore dell'omonimo feudo, al confine con i feudi di Fiandra in mano agli inglesi. Qui conoscono il fratello minore (cadetto) del Conte, Jean de Ponthieu, che per ragioni politiche (unione dei feudi dei casati Ponthieu e Montmayeur), deve sposare Isabeau. Tuttavia per potersi sposare, il conte cadetto deve prima recarsi alla sede vescovile di Arras per essere sciolto dall'ordine monastico, in quanto per aver tradito in passato il fratello maggiore (il conte Ponthieu) era stato da questi confinato per molti anni in monastero. Avendo dimostrato buone capacità, Ian viene incaricato dal conte Ponthieu di accompagnare ad Arras i due futuri sposi insieme ad un gruppo di armati del Conte.
Emerge tuttavia che il cadetto sta in realtà tramando un nuovo tradimento verso il proprio fratello, in combutta con l'inglese Jerome Derangale, per screditare il fratello agli occhi del Re e far cadere il feudo di Montmayeur nelle mani degli inglesi e dei loro alleati in vista dell'imminente guerra. Infatti, mentre il gruppo diretto ad Arras sosta per la notte, Ian scopre fortunosamente l'assassinio dei soldati di scorta e decide di fuggire con Isabeau per salvarla una seconda volta dalle grinfie degli inglesi: durante lo scontro il conte cadetto Jean viene ucciso.
Il Conte Guillaume teme le ripercussioni che questo nuovo tradimento del fratello cadetto potrebbe avere negli equilibri politici e nel controllo del feudo di Montmayeur e quindi decide con il Re Filippo Augusto di nascondere la morte del fratello minore, sostituendolo con Ian e facendo sposare questi con Isabeau, complice il fatto che essendo il cadetto stato in convento per moltissimi anni, il suo volto è praticamente ignoto a tutti. Ian, ribattezzato Jean e investito cavaliere col nome di Falco d'Argento, è quindi costretto ad aggiungere un nuovo strato di bugie sopra quelle già raccontate in merito alla sua provenienza, ma per contro il suo amore per Isabeau risulta ricambiato ed il matrimonio è pertanto celebrato con gioia di tutti. Nel mentre, anche Donna viene ritrovata e condotta in salvo a Chatel Argent.
Tuttavia, Jerome Derangale sa che il cadetto vero è morto e che Ian è lo stesso vagabondo che lui stesso aveva fatto frustare a sangue. Decide di andare alla corte francese a denunciare il fatto, ma le sue accuse non vengono accolte anche per via del segreto sostegno del Re al bluff di Ponthieu, sfida allora Ian ad un prossimo duello durante un torneo.
Il torneo si presenta e così l'intera corte reale: Ian non perde l'occasione per stringere rapporti con alcuni feudatari e particolarmente con Henri de Grandpré, Henri de Bar e Entienne de Sancerre che saranno i suoi compagni d'armi nel torneo. Durante la competizione l'inglese Derangale sfida i feudatari francesi, ma Ian, nonostante l'inesperienza, riesce ad avere la meglio e vincere la sfida.
Emerge tuttavia che le lance di Derangale sono costruite con tecniche metallurgiche ignote nel XIII secolo e molto pericolose per le armature dell'epoca. Ian intuisce preoccupato che dietro questo fatto ci deve essere Carl, laureato in scienza dei materiali e ultimo videogiocatore disperso non ancora ritrovato. Teme che questo fatto possa portare a gravi conseguenze nella imminente e decisiva battaglia di Bouvines, con conseguenze storiche catastrofiche. A seguito di indagini si scopre che Carl fa il fabbro a Tournai, città sotto il controllo di Derangale, ed anche che Carl possiede una connessione attiva con Hyperversum ma che non conosce i codici di Daniel per uscire dalla partita. Carl viene dunque sottratto a Derangale e portato a Chatel Argent.
La guerra è però alle porte ed Ian/Jean in quanto cavaliere e vassallo del conte Ponthieu deve partire assieme a Daniel, ottimo arciere. Dopo alterne vicende giunge il giorno della sangiunosa battaglia di Bouvines, durante la quale Ian salva coraggiosamente la vita a Guillaume, uccidendo anche Derangale, mentre Daniel salva la vita al Re e per questo viene nominato cavaliere sul campo di battaglia.
Sconfitti i nemici, Ian -ormai feudatario del feudo di Montmayeur- e Donna decidono di rimanere nel XIII secolo, mentre gli altri preferiscono fare ritorno nel XXI secolo. Tuttavia, in un agguato a sorpresa Ian viene accoltellato da sicari ed è costretto a ritornare anche lui alla contemporaneità per ricevere cure mediche.
Nel XXI secolo, Ian e Daniel si trovano sotto le macerie della casa di quest'ultimo e vengono trovati dai soccorritori: si scopre che la perdita di contatto con Hyperversum durante la partita era stata dovuta allo spegnimento del computer a causa di un attacco terroristico avvenuto nei pressi della casa di Daniel. Quando Ian capisce che non è più nel XIII secolo si dispera e prova invano di ritornare nel Medioevo, ma Hyperversum si comporta solo più come un normale videogioco. Rassegnato a questo mistero, Ian diventa professore universitario di storia medioevale, forte anche dell'esperienza dal vivo avuta. Scopre così che lui avrà si un figlio, Marc, ma ne avrà un altro, Michel, nel 1218: l'avventura dovrà ricominciare ed egli ne è estremamente contento e sollevato. È la fine di Hyperversum e l'inizio di Hyperversum - Il falco e il leone.

## Personaggi
- Daniel Freeland è un ventiduenne laureato in fisica, è un grande appassionato dei videogiochi, in particolare Hyperversum. È il migliore amico di Ian, ed è fidanzato con Jodie, anche lei appassionata di videogame.

- Ian Maayrkas, figlio adottivo della famiglia Freeland e amico di Daniel, è un appassionato di storia. Durante uno studio storico scopre il ritratto di Isabeau de Montmayeur, donna di cui si innamora, e che poi incontrerà nel medioevo. Nel periodo medioevale prenderà il posto di Jean de Ponthieu, fratello del conte Guillame de Ponthieu che ospita i ragazzi al suo castello.

- Martin Freeland è fratello minore di Daniel, ha 13 anni. Ama il basket e gioca spesso ad Hyperversum assieme a Daniel ed Ian.
- Carl è un amico di Daniel ed Ian, e nel libro gioca nella stessa partita degli altri assieme a Donna, collegato dal computer di casa sua.
- Donna, ragazza che frequenta la facoltà di medicina, ha la stessa età di Ian.
- Jodie, la fidanzata di Daniel, è appassionata di videogame.
- Fiandra Dammartin, feudatario Inglese
- Sceriffo Jerome Derangale, definito senza pietà, fa frustare Ian.
- Conte Guillaume de Ponthieu, che accoglie Ian e i suoi amici, ed è tutore di Isabeau
- Isabeau de Montmayeur, l'ultima rimasta della sua famiglia, deve sposare il fratello di Guillaume, Jean.
- Conte Henri de Bar, diventerà amico e compagno d'armi di Ian.
- Conte Henri de Grandprè, giovane e inesperto nel ruolo di conte, ha un grande spirito di osservazione e diventerà amico e compagno d'armi di Ian.
- Conte Entienne de Sancerre, amico e compagno d'armi di Ian, ha la parlantina facile.
- Re Filippo Augusto re di Francia
- Jean de Ponthieu, fratello di Guillaume, costretto a passare la giovinezza dai monaci. È un traditore, e verrà sostituito da Ian.

## Edizioni
- Cecilia Randall, Hyperversum, Giunti, 2006,  pp. 792, cap. 56, ISBN 88-09-05287-0.